# Euchromia
Euchromia is een geslacht van vlinders uit de familie van de spinneruilen (Erebidae).

## Soorten
- E. aemulina Butler, 1877
- E. amboinica Hampson, 1877
- E. amoena (Möschler, 1872)
- E. aruica Walker, 1864
- E. auranticincta Hampson, 1898
- E. boisduvalii Montrouzier, 1856
- E. bourica Boisduval, 1832
- E. cincta Montrouzier, 1864
- E. collaris Swinhoe, 1905
- E. creusa (Linnaeus, 1758)
- E. cyanitis Meyrick, 1889
- E. dohertyi Druce, 1899
- E. dubia Röber, 1887
- E. ekeikei Bethune-Baker, 1908
- E. epa Bethune-Baker, 1908
- E. flavicincta Röber, 1919
- E. folfetii Gray, 1832
- E. folletii (Guérin-Méneville, 1832)
- E. gemmata Butler, 1887
- E. guineensis (Fabricius, 1775)
- E. hampsoni Seitz, 1926
- E. horsfieldi Moore, 1859
- E. interrupta Grünberg, 1910
- E. irius (Boisduval, 1832)
- E. isis Boisduval, 1832
- E. jacksoni Bethune-Baker, 1911
- E. kuehni Röber, 1919
- E. lethe (Fabricius, 1775)
- E. lurlina Butler, 1888
- E. madagascarensis Boisduval, 1833

- E. madagascariensis (Boisduval, 1833)
- E. magna Swinhoe, 1891
- E. mathewi Butler, 1888
- E. microsticta Röber, 1919
- E. neglecta Rothschild, 1911
- E. oenone Butler, 1876
- E. paula Röber, 1887
- E. pelewana Swinhoe, 1906
- E. plagosa Swinhoe, 1905
- E. poecilosoma Röber, 1914
- E. polymena Linnaeus, 1758
- E. pratti Bethune-Baker
- E. rubricollis Walker, 1864
- E. rubrilinea Hulstaert, 1924
- E. salomonis Swinhoe, 1905
- E. schoutedeni Debauche, 1936
- E. shortlandica Swinhoe, 1905
- E. tawiensis Schultze, 1925
- E. vitiensis Hampson, 1903
- E. wahnesi Rothschild, 1911
- E. walkeri Hampson, 1898
- E. xanthozona Röber, 1919